# Elemi algebra
Az algebra egyik alapvető ága az elemi algebra. Ez az algebra történetileg legkorábban kialakult ága, fő feladata a valós együtthatós algebrai egyenletek, egyenlőtlenségek és egyenletrendszerek megoldása. (Az algebra további ágai a lineáris algebra és az absztrakt algebra) [forrás?].
Az elemi algebra megértésének előfeltétele a számtani alapműveletek ismerete. A számtanban konkrét számok szerepelnek, az elemi algebrában viszont már számokat reprezentáló szimbólumok, ún. változók is megjelennek.

## Számolási szabályok

### Összeadás
Az összeadás kommutatív művelet:
{\displaystyle a+b=b+a}
Az összeadás asszociatív művelet:
{\displaystyle (a+b)+c=a+(b+c)}
A kivonás az összeadás ellentéte. Egy negatív szám hozzáadása ekvivalens az ellentettjének kivonásával:
{\displaystyle a+(-b)=a-b}

### Szorzás
A szorzás is kommutatív művelet:
{\displaystyle ab=ba}
A szorzás asszociatív művelet:
{\displaystyle (ab)c=a(bc)}
Az osztás a szorzás ellentéte. Egy számmal való osztás megfelel a szám reciprokával való szorzásnak:
{\displaystyle {a \over b}=a\left({1 \over b}\right)}

### Hatványozás
Azonos alapú hatványok szorzatában a kitevők összeadódnak:
{\displaystyle a^{b}a^{c}=a^{b+c}}
Hatványozott hatványok esetében a kitevők összeszorzódnak:
{\displaystyle (a^{b})^{c}=a^{bc}}

### Disztributivitás
A szorzás az összeadásra nézve disztributív:
{\displaystyle a(b+c)=ab+ac}
A hatványozás a szorzásra nézve szintén disztributív:
{\displaystyle (ab)^{c}=a^{c}b^{c}}

### Nevezetes szorzatok
Az elemi algebra eszköztárához tartoznak egyes könnyen belátható azonosságok, melyeket nevezetes szorzatoknak is hívunk:
{\displaystyle (a+b)(a-b)=a^{2}-b^{2}}
{\displaystyle (a+b)(a+b)=a^{2}+b^{2}+2ab}
{\displaystyle (a-b)(a-b)=a^{2}+b^{2}-2ab}
Néha ide sorolják az alábbi azonosságokat is:
{\displaystyle (a-b)(a^{2}+ab+b^{2})=a^{3}-b^{3}}
{\displaystyle (a+b)(a+b)(a+b)=a^{3}+3a^{2}b+3ab^{2}+b^{3}}
{\displaystyle (a-b)(a-b)(a-b)=a^{3}-3a^{2}b+3ab^{2}-b^{3}}
Általánosságban az összeg és különbség hatványairól (szorzatairól) a binomiális tétel szolgál felvilágosítással, ennek állító része:
{\displaystyle (a\pm b)^{n}=\sum _{i=0}^{n}{\dbinom {n}{i}}\left(\pm 1\right)^{i}a^{n-i}b^{i}.}
Az n-edik hatványok különbségére vonatkozó tétel az alábbi:
{\displaystyle a^{n}-b^{n}=(a-b)\left(a^{n-1}+a^{n-2}b+a^{n-3}b^{2}+\dots +a^{2}b^{n-3}+ab^{n-2}+b^{n-1}\right)}

## Egyenletek megoldása

### Egyismeretlenes egyenletek
Ezekben az egyenletekben egyetlen ismeretlen értéke van, amelyet hagyományosan x-szel jelölünk.

#### Lineáris egyenlet
A lehető legegyszerűbb feladat az a lineáris egyenlet, amelynek csak egy ismeretlenje van. Ezeket már a legelső feladatok között meg tudta oldani az ember.

##### Elemi átalakítások
Két egyenlet egyenértékű (ekvivalens), ha a megoldáshalmazuk megegyezik. Bizonyítható, hogy az alábbi műveletek révén ekvivalens egyenleteket kapunk:
- Az egyenletben lévő zárójeleket felbontjuk.
- Az egyenletben kiemeléssel szorzattá alakítunk.
- Az egyenlet mindkét oldalához ugyanazt az alaphalmazbeli tetszőleges számot hozzáadjuk. (Negatív szám hozzáadása kivonást jelent.)
- Az egyenlet mindkét oldalához az ismeretlen ugyanannyiszorosát hozzáadjuk.

Ez utóbbi két pontot egyben is kezelhetjük: az egyenlet mindkét oldalához ugyanazt az algebrai kifejezést hozzáadhatjuk.
- Az egyenlet mindkét oldalát ugyanazzal a 0-tól különböző számmal megszorozhatjuk.

##### Általános alak
A lineáris egyenletek elemi átalakításokkal
{\displaystyle ax+b=0}
alakra hozható. Ezt nevezzük az egyenlet általános alakjának.

#### Másodfokú egyenlet
A másodfokú egyenlet általános alakja a következő:
{\displaystyle ax^{2}+bx+c=0\qquad (a\neq 0)}
Megszorozva mindkét oldalt 4a-val adódik:
{\displaystyle 4a^{2}x^{2}+4abx+4ac=0}
Hozzáadva mindkét oldalhoz {\displaystyle b^{2}}-et, majd levonva 4ac-t:
{\displaystyle 4a^{2}x^{2}+b^{2}+4axb=b^{2}-4ac}
A bal oldalon egy nevezetes szorzat tartózkodik. Ezt kihasználva:
{\displaystyle (2ax+b)^{2}=b^{2}-4ac}
Mindkét oldalból gyököt vonunk:
{\displaystyle 2ax+b=\pm {\sqrt {b^{2}-4ac}}}
Vonjunk ki mindkét oldalból b-t, s osszunk 2a-val, így adódik a két lehetséges megoldás x-re:
{\displaystyle x_{1,2}={\frac {-b\pm {\sqrt {b^{2}-4ac}}}{2a}}}
A {\displaystyle b^{2}-4ac} értéket szokás az egyenlet diszkriminánsának is nevezni. Észrevehető, hogy ha a diszkrimináns nulla, akkor az egyenlet két megoldása egybeesik. Ha a diszkrimináns negatív, akkor az egyenletnek nincs megoldása a valós számok halmazán.

#### Magasabbfokú egyenletek
A harmad és negyedfokú egyenletekre van algebrai megoldási módszer, ezt megoldóképletnek nevezzük. Ezeket viszont, bonyolultságuk miatt, ritkán alkalmazzuk, helyette inkább kerülő utakon próbálunk megoldást keresni. Ennél magasabb fokon bizonyítottan nincs lehetőség, csak egyes speciális esetekben.
Például tudjuk, hogy páratlan fokszámú egyenletnek mindig van valós megoldása, mivel a komplex számok, mint megoldások mindig a konjugáltjukkal együtt fordulnak elő. Másik észrevétel, hogy a konstans tag a megoldások szorzata. Ezek figyelembe vételével (meg az egyenletre kirótt egyéb kikötések okán) szűkíteni tudjuk a lehetséges megoldások körét.

### Többismeretlenes lineáris egyenletrendszerek
A többismeretlenes lineáris egyenletrendszerek tárgyalása általános esetben a lineáris algebra témakörébe tartozik. Ebben a szócikkben csak elemi példákat mutatunk a három lehetséges esetre:

#### Egy megoldással rendelkező
Pontosan egy megoldása van az alábbi lineáris egyenletrendszernek:
{\displaystyle x+y=1}
{\displaystyle x-y=1}
A két egyenletet összeadva adódik, hogy
{\displaystyle 2x=2}
azaz
{\displaystyle x=1}
Behelyettesítve az első egyenletbe:
{\displaystyle 1+y=1}
A megoldás tehát {\displaystyle (x,y)=(1,0)}.

#### Több megoldással rendelkező
Több lehetséges megoldása is van az alábbi egyenletrendszernek:
{\displaystyle 3x-6=0}
{\displaystyle z+y=0}
Tetszőleges {\displaystyle (x,y,z)=(2,y,-y)} hármas megoldása a feladatnak bármely y értékre.

#### Megoldhatatlan
Az alábbi lineáris egyenletrendszernek nincs megoldása:
{\displaystyle 3x+4=y}
{\displaystyle 3x+5=y}
Mivel y-ra ellentmondó feltételek adottak, ezért ez ellentmondás, ami kizárja a megoldás létezését.

## Fordítás
- Ez a szócikk részben vagy egészben  az   Elementary algebra című angol Wikipédia-szócikk fordításán alapul.  Az eredeti cikk szerkesztőit annak laptörténete sorolja fel. Ez a jelzés csupán a megfogalmazás eredetét és a szerzői jogokat jelzi, nem szolgál a cikkben szereplő információk forrásmegjelöléseként.